# Ardeola
Ardeola är ett släkte mindre hägerfåglar.

## Utseende
Arterna i Ardeola är relativt små hägrar, vanligen 40–50 cm långa med 80–100 cm vingspann. De har en satt kroppsbyggnad med kort hals, kort kraftig näbb, normalt mattgul eller brunaktig rygg, och färgad eller strimmig hals och bröst. Sommartid kan adulta individer ha långa halsfjädrar. I flykt ter sig dessa fåglar nästan helt vita på grund av de strålande vita vingarna.

## Levnadssätt
Häckningsbiotopen är sumpiga våtmarker och de påträffas ofta vid små gölar. De bygger sitt bo i mindre kolonier, ofta tillsammans med andra vadarfåglar, normalt på en plattform av kvistar placerad i träd eller buskar. Honorna lägger 2–5 ägg. Hägrarna lever på insekter, fisk och groddjur.

## Utbredning och systematik
Släktet omfattar sex arter som häckar i de tropiska delarna av Gamla världen, utom rallhägern som förekommer i södra Europa och i Mellanöstern och övervintrar i Afrika. Alla arter inom släktet är monotypiska, det vill säga att de inte delas upp i underarter, förutom svartryggig häger (A. speciosa) som delas upp i två underarter.

### Arter i släktet
I taxonomisk ordning efter AviList:
- Rishäger (Ardeola grayii)  (Sykes, 1832)
- Bacchushäger (Ardeola bacchus)  (Bonaparte, 1855)
- Svartryggig häger (Ardeola speciosa  (Horsfield, 1821)
- Sammetshäger (Ardeola rufiventris)  (Sundevall, 1850)
- Rallhäger (Ardeola ralloides)  (Scopoli, 1769)
- Madagaskarrallhäger (Ardeola idae)  (Hartlaub, 1860)